# Eaubonne
Eaubonne är en kommun i departementet Val-d'Oise i regionen Île-de-France i norra Frankrike. Kommunen ligger i kantonen Eaubonne som tillhör arrondissementet Pontoise. År 2022 hade Eaubonne 25 934 invånare.

## Befolkningsutveckling
Antalet invånare i kommunen Eaubonne
| Referens: INSEE |